# Kleine steekmier
De kleine steekmier of schraallandsteekmier (Myrmica rugulosa) is een mierensoort uit de onderfamilie van de Myrmicinae. De wetenschappelijke naam van de soort is voor het eerst geldig gepubliceerd in 1849 door Nylander.